# 笠原茂
笠原茂（日语：／ Kasahara Shigeru，1933年6月11日—），日本男子摔跤运动员。他曾代表日本参加1956年夏季奥林匹克运动会摔跤比赛，获得一枚银牌。他也曾参加1954年亚洲运动会。